# Gerson Rodrigues
Gerson Rodrigues Correia Leal, född 20 juni 1995 i Pragal, Portugal, är en luxemburgsk fotbollsspelare som spelar för AVS, på lån från Dynamo Kiev.
Gerson Rodrigues har spelat 70 landskamper och gjort 23 mål för det luxemburgska landslaget.